# Mädler-Kalender

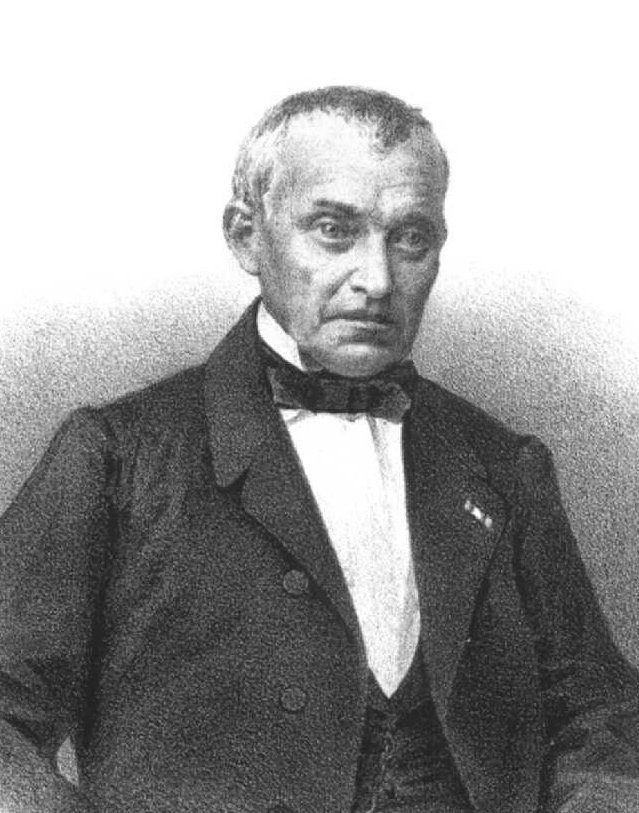
Johann Heinrich von Mädler

Der Mädler-Kalender ist ein 1864 von dem deutschen Astronomen Johann Heinrich von Mädler vorgeschlagener Kalender, der sich vom gregorianischen Kalender geringfügig unterscheidet. Dem Mädler’schen Vorschlag zufolge sollte der alle vier Jahre fällige Schalttag jeweils alle 128 Jahre ausfallen, während die Schaltregel des gregorianischen Kalenders jeweils drei Ausfälle in 400 Jahren vorschreibt (im Mittel alle 133⅓ Jahre).
Das Kalenderjahr nach Mädler hat damit eine durchschnittliche Länge von 36531/128 oder 365,2421875 Tagen. Die Differenz zur Länge des tropischen Jahrs mit 365,24219052 Tagen beträgt nur −0,26 Sekunden. Beim gregorianischen Kalender, der ein durchschnittliches Jahr zu 365,2425 Tagen hat, sind es +27 Sekunden. Beim Mädler'schen Vorschlag müsste nur etwa alle 331126 Jahre ein Schalttag wegfallen. Dann müsste erst nach der hundertfachen Zeit wieder korrigiert werden (zusätzlicher Schalttag). Der Mädler-Kalender stimmt also deutlich besser mit dem natürlichen Jahr (tropisches Jahr) überein als der gregorianische Kalender.

## Geschichte
Mädler, seinerzeit Leiter der Sternwarte Dorpat in Estland, entwarf seine Kalenderregulation im Auftrag des russischen Zaren. Im Jahre 1899 schlug die Kalenderreformkommission der Russischen Astronomischen Gesellschaft die exaktere Kalenderregel Johann Heinrich Mädlers vor. Mädlers Kalender sollte den im Zarenreich noch gültigen julianischen Kalender ersetzen. Der russische Zar war aber nicht mehr an einer Kalenderreform interessiert, und somit blieb Russland bis zur Oktoberrevolution beim julianischen Kalender. Lenin führte dann den gregorianischen Kalender ein.

## Mädlers Kalenderregulation
Mädler wollte im Jahr 1900 die auf 12 Tage angewachsene Differenz zwischen dem julianischen Kalender und dem tropischen Jahr ausgleichen und 1901 mit einem 128-Jahre-Ausnahmezyklus beginnen. Daher hätte seine Kalenderüberarbeitung noch bis 2028 mit dem gregorianischen Kalender übereingestimmt. Die erste Differenz würde im Jahr 2028 auftreten. In diesem Jahr sollte es nach Mädler den 29. Februar erstmals nicht geben, während diese Ausnahme im gregorianischen Kalender erst im Jahr 2100 eintritt. Zwischen 2028 und 2100 differieren die beiden Kalender um einen Tag, zwischen 2100 und 2156 stimmen sie wieder überein, zwischen 2156 und 2200 unterscheiden sie sich erneut etc.
Mädlers Korrekturvorschlag ist beinahe in Vergessenheit geraten. Sein Vorschlag zur Kalenderregulation ist aufgrund der verschwindend geringen Differenz zum tropischen Jahr in seiner Exaktheit dennoch wohl kaum zu überbieten.

## Vergleichswerte
Das mädlersche Kalendersystem würde im Laufe des 20. und 21. Jahrhunderts sogar noch genauer und erreichte sein Optimum im Jahr 2033 (gemäß VSOP87 bzw. 2048). Nach der neueren VSOP2000 nimmt die Länge des tropischen Jahres um zirka eine halbe Sekunde pro Jahrhundert ab. Das bedeutet, dass bei fortgesetzter Schaltung nach gregorianischer Schaltregel schon nach 3231 Jahren (also im Jahre 2803) der Kalender sich gegenüber dem astronomischen Ausgangspunkt im Jahre 1582 um einen Tag verschoben hätte. Das Primar-Äquinoktium fände danach dauerhaft einen Tag früher statt. Bei schematisch-extrapolativer Anwendung der Mädlerschen Schaltregel hingegen wäre erst 331.126 Jahre nach ihrer Einführung ein Korrekturbedarf (Einfügung eines zusätzlichen Schalttags) zu erwarten.
|                          | durchschnittliche Anzahl von Tagen pro Jahr | Differenz zum aktuellen tropischen Jahr                              |
| tropisches Jahr          | 365,24219052                                | (gültig für die astronomische Epoche 2000.0)                         |
| gregorianischer Kalender | 365,2425                                    | 0,00030948 Tage = 26,739072 s länger als das aktuelle tropische Jahr |
| orthodoxer Kalender      | 365,242222                                  | 0,00003170 Tage = 2,739072 s länger als das aktuelle tropische Jahr  |
| Mädler-Kalender          | 365,2421875                                 | 0,00000302 Tage = 0,260928 s kürzer als das aktuelle tropische Jahr  |